# ويل روبسون إيميليو أندرادي
ويل روبسون إيميليو أندرادي (بالبرتغالية: Will Robson Emilio de Andrade) (15 ديسمبر 1973 في ساو باولو في البرازيل – )؛ هو لاعب كرة قدم سابق كان يلعب كمهاجم.

## وصلات خارجية
- ويل روبسون إيميليو أندرادي على موقع رابطة كرة القدم اليابانية للمحترفين (اليابانية)
- ويل روبسون إيميليو أندرادي على موقع قاعدة بيانات كرة القدم.إي يو (الإنجليزية)
- ويل روبسون إيميليو أندرادي على موقع عالم كرة القدم.نت (الإنجليزية)